# Petasina
Petasina é um género de gastrópode  da família Hygromiidae.
Este género contém a seguinte espécie:
- Petasina unidentata (Draparnaud, 1805)